# 米凯莱·圣图奇
米凯莱·圣图奇（義大利語：Michele Santucci，1989年5月30日—），意大利男子游泳运动员，2012年欧洲游泳锦标赛男子4×100米自由泳接力银牌得主、2012年世界短道游泳锦标赛男子4×100米自由泳接力银牌得主、2015年世界游泳锦标赛男子4×100米自由泳接力铜牌得主。